# إيرينا نوفوجيلوفا
إيرينا أوليكساندريفنا نوفوجيلوفا (بالأوكرانية: Ирина Олександривна Новожилова؛ ولدت في 7 يناير 1986 في شوستكا، سومي) هي لاعبة رمي المطرقة أوكرانية. شاركت في أربع دورات أولمبية، اول مشاركة كانت في دورة الألعاب الأولمبية الصيفية 2008 ودورة الألعاب الأولمبية الصيفية 2012 دون الوصول إلى النهائيات. أفضل رقم شخصي لها هو 74.10 متر، والذي حققته في مايو 2012 في كييف، وشاركت في الألعاب الأولمبية الصيفية 2016 والألعاب الأولمبية الصيفية 2020.
منذ عام 2022، كان عملت كمدربة رئيسية للرمي لفريق ألعاب القوى الوطني الأوكراني.